# ورلا
ورلا (انگلیسی: Verla)واقع در کوولا، فنلاند، یک روستای کارخانه‌ای مربوط به قرن ۱۹ که به خوبی حفظ شده است. این مکان در طول رودخانه کیمی شمالی قرار دارد و کارخانه، نیروگاه‌های نزدیک و خانه‌های مسکونی در سال ۱۹۹۶ به دلیل گواهی به صنعت چوب در قرن ۱۹ و زندگی کارگران صنعتی آن زمان، در فهرست میراث جهانی یونسکو ثبت شدند.